# Мюнхенский трамвай
Мюнхенский трамвай (нем. Straßenbahn München, мюнхенцы также называют «Tram» или «Trambahn») является основой общественного транспорта в Мюнхене наряду с метро и электричкой. Он обслуживается фирмой «Мюнхенское транспортное общество» (нем. MVG) и координируется фирмой «Мюнхенский транспортный и тарифный союз» (нем. MVV). Был открыт 21 октября 1876 года в качестве конки, поэтапно электрифицирован в период с 1895 по 1918 годы.

## Линии
Сеть состоит из одиннадцати дневных маршрутов, общей длиной 79 км с 164 остановками. Для их обслуживания используются 95 трамваев. 50 км маршрутов имеют собственную колею. Среднее расстояние между остановками 485 метров и средняя скорость в сети 20,2 км/ч. Трамвай работает примерно с 4:30 до 01:30.
Также имеется четыре линии ночного трамвая, которые обслуживают 113 из 164 остановок с 1:30 до 4:30. Среди недели они ходят ежечасно, а в выходные каждые полчаса.
Линия  является единственной линией, покидающей территорию Мюнхена и заканчивается в Грюнвальде.

### Маршрут дневных линий
| Линия | Маршрут | Длина    | Количество станций | Время в пути |
| ----- | --- | -------- | ------------------ | ------------ |
|       | Schwabing Nord — Domagkstraße — Anni-Albers-Straße — Am Münchner Tor — Parzivalplatz — Kölner Platz — Scheidplatz — Hohenzollernplatz — Leonrodplatz — Rotkreuzplatz — Romanplatz                                                   | ? км     | 24                 | 30 мин       |
|       | Romanplatz — Donnersbergerstraße — Hackerbrücke — Hauptbahnhof — Karlsplatz (Stachus) — Sendlinger Tor — Isartor — Lehel — Tivolistraße — Herkomerplatz — Effnerplatz (В час-пик утром и вечером далее: Arabellapark — St. Emmeram) | ? км     | 26 (+9)            | 34 (+11) мин |
|       | Amalienburgstraße — Romanplatz — Donnersbergerstraße — Hackerbrücke — Hauptbahnhof — Karlsplatz (Stachus) — Sendlinger Tor — Isartor — Deutsches Museum — Max-Weber-Platz — Herkomerplatz — Effnerplatz                             | ? км     | 41                 | 57 мин       |
|       | Gondrellplatz — Westendstraße — Lautensackstraße — Trappentreustraße — Hauptbahnhof Süd — Karlsplatz (Stachus) — Sendlinger Tor — Fraunhoferstraße — Mariahilfplatz — Ostfriedhof — Giesing Bahnhof — Schwanseestraße               | ? км     | 30                 | 44 мин       |
|       | München-Pasing — Fürstenrieder Straße — Lautensackstraße — Trappentreustraße — Hauptbahnhof — Karlsplatz (Stachus) — Theatinerstraße — Maxmonument — Maximilianeum — Max-Weber-Platz — Berg am Laim                                 | 16,19 км | 34                 | 52 мин       |
|       | Moosach Bahnhof — Westfriedhof — Leonrodplatz — Stiglmaierplatz — Hauptbahnhof — Karlsplatz (Stachus) | 7,25 км  | 17                 | 22 мин       |
|       | Westfriedhof — Leonrodplatz — Stiglmaierplatz — Hauptbahnhof — Karlsplatz (Stachus) — Theatinerstraße — Maxmonument — Maximilianeum — Max-Weber-Platz — Ostbahnhof — Kreillerstraße — St.-Veit-Straße                               | ? км     | 27                 | 43 мин       |
|       | Münchner Freiheit — Potsdamer Straße — Parzivalplatz — Am Münchner Tor — Anni-Albers-Straße — Domagkstraße — Schwabing Nord | 3,1 км   | 8                  | 8 мин        |
|       | Max-Weber-Platz — Rosenheimer Platz — Ostfriedhof — Silberhornstraße — Wettersteinplatz — Großhesseloher Brücke — Derbolfinger Platz (Грюнвальд)                                                                                    | 12,77 км | 24                 | 34 мин       |
|       | Max-Weber-Platz — Rosenheimer Platz — Ostfriedhof — Silberhornstraße — Wettersteinplatz — Großhesseloher Brücke (короткий вариант линии )                                                                                           | 8,27 км  | 18                 | 25 мин       |
|       | Petuelring — Hohenzollernplatz — Kurfürstenplatz — Karolinenplatz — Karlsplatz (Stachus) — Sendlinger Tor | ? км     | 15                 | 20 мин       |
|       | Scheidplatz — Kurfürstenplatz — Karolinenplatz — Karlsplatz (Stachus) — Sendlinger Tor (дополнительная линия, ежедневно примерно с 7:00 до 20:00)                                                                                   | ? км     | 12                 | 16 мин       |

### Маршрут ночных линий
| Линия | Маршрут | Количество станций | Время в пути |
| ----- | --- | ------------------ | ------------ |
|       | идёт как линия от Amalienburgstraße до Romanplatz и дальше как линия до Effnerplatz                                   | 33                 | 45 мин       |
|       | идёт по маршруту линии до Karlsplatz (Stachus) и далее как линия до St. Veit-Straße                                   | 38                 | 54 мин       |
|       | идёт по маршруту линии                                                                                                | 16                 | 20 мин       |
|       | идёт как линия от Petuelring до Sendlinger Tor и дальше как линия до Ostfriedhof и как линия до Großhesseloher Brücke | 33                 | 45 мин       |

На остановке Karlsplatz (Stachus) одновременно встречаются все ночные линии трамваев и ночные автобусы линий N40 и N41.

## Остановки
Большая часть остановок оборудована павильоном для ожидания, скамейками и мусорным ведром. На остановках есть расписание движения, табло прибытия ближайших рейсов и громкоговорители, для объявлений об изменениях. Некоторые остановки снабжены автоматами для продажи билетов. Высота платформы сделана на уровне трамвайной подножки.

## Общие технические данные

### Техника
Мюнхенский трамвай использует стандартную колею шириной 1435 мм. Питание поездов электричеством осуществляется через контактный провод, свободно висящий между расположенными на опорах точками подвеса. Используется постоянный ток напряжением 750 вольт (до 2001 года — 600 вольт).

### Депо
В городе одно трамвайное депо на Einsteinstraße. На Ständlerstraße ранее располагались главные мастерские, сейчас ведётся строительство нового депо. Планируемая дата ввода в эксплуатацию второго депо – 2027 год.

### Подвижной состав
В Мюнхене по состоянию на май 2025 года в пассажирской эксплуатации находятся вагоны 4 типов (R 2.2, R 3.3, S 1.4/1.5 и T 1.6/2.7/3.7/4.8). Кроме этого у MVG есть на хранении несколько более старых вагонов М 4.65 и P 3.16. Ранее они использовались в качестве рождественского трамвая или для других специальных поездок, но сейчас они требуют переоборудования из-за повешения напряжения в контактной сети во вемя эксплуатации вагонов Siemens Avenio. C октября 2013 года покупаются вагоны Siemens Avenio различной длины, двух-, трёх- и четерёхсекционные. Презентация первого такого вагона состоялась в ноябре 2013 года.
| | Тип M 4.65 | Тип P 3.16  | Тип R 2.2 (*)      | Тип R 3.3                     | Тип S 1.4/1.5       | Тип Τ 1.6 | Тип TZ (**)          |
| --- | ---------- | ----------- | ------------------ | ----------------------------- | ------------------- | --------- | -------------------- |
| |            |             |                    |                               |                     |           |                      |
| Завод | Rathgeber  | Rathgeber   | MAN (AEG), Siemens | ADtranz (Bombardier), Siemens | Stadler Pankow GmbH | Siemens   | Siemens              |
| Производство | 1957       | 1967—1969   | 1994—1997          | 1999—2001                     | 2008—2011           | 2013—2014 | 2017–2024            |
| Тара | 17,2 т     | 23,3+16,2 т | 31,0 т             | 40,8 т                        | 40,0 т              | 47,8 т    | 24/35/45 т           |
| Длина | 13250 мм   | 16700 мм    | 27390 мм           | 36580 мм                      | 33940 мм            | 36850 мм  | 19100/27700/36900 мм |
| Ширина | 2200 мм    | 2350 мм     | 2300 мм            | 2300 мм                       | 2300 мм             | 2300 мм   | 2300 мм              |
| Высота | 3010 мм    | 3180 мм     | 3330 мм            | 3390 мм                       | 3580 мм             | 3550 мм   |                      |
| Скорость | 70 км/ч    | 70 км/ч     | 60 км/ч            | 60 км/ч                       | 60 км/ч             | 60 км/ч   | 60 км/ч              |
| Мощность | 2x75 кВт   | 4x81 кВт    | 3x120 кВт          | 4x120 кВт                     | 8x45 кВт            | 6x120 кВт | 300/400/600 кВт      |
| Сидячих мест | 26         | 40+42       | 58 (55)            | 67                            | 75                  | 69        | 29/47/65             |
| Стоячих мест | 85         | 70+75       | 99 (109)           | 151                           | 146                 | 147       | 72/109/150           |
| Количество | 1          | 2           | 68                 | 20                            | 4+10                | 8         | 9/9/4                |
| Эксплуатируются | нет        | нет         | да                 | да                            | да                  | да        | да                   |
| * В 2010/2011 годах произведена модернизация 50 трамваев фирмами «Vossloh Kiepe» и «IFTEC», в скобках отличия. ** Через косую черту указаны характеристики двух-, трёх- и четырёхсекционных вагонов соответственно. |            |             |                    |                               |                     |           |                      |

В честь 150-летия мюнхенского трамвая, которое будет отмечаться в октябре 2026 года, планируется реставрация исторических вагонов для их участия в параде ретротранспорта.

## Планы развития

### Реализуются
Tram Westtangente
Линия  будет проходить на западе Мюнхена от остановки «Romanplatz» ( и ) через станцию городской железной дороги «Laim»  по Fürstenrieder Straße, Boschetsrieder Straße, через Ratzingerplatz до станции метро «Aidenbachstraße» (). Новая линия будет длиной 8,3 км с 17 остановками.
На первом этапе планируется запуск временной линии  по маршруту Pasing (, , , , ,  и ) – Gondrellplatz () в 2026 году.
После окончания строительства новая трамвайная линия заменит линию автобуса 51.

### Проектируются
Tram Johanneskirchen
Улучшение транспортного сообщения на северо-востоке города. Продолжение линии  должно соединить существующую остановку «Санкт-Эммерам» () и станцию городской железной дороги «Йоханнескирхен» ().
Tram Münchner Norden
Первый этап – продление существующей линии  от остановки «Швабинг Норд» () через новый район Neufreimann до станции метро «Kieferngarten» ().
Второй этап – новая линия  между метро «Kieferngarten» () и метро «Am Hart» () в районе Hasenbergl.

### На стадии предварительного планирования или технико-экономического обоснования[20]
Tram Y-Nord
Первый этап. От остановки линий  и  «Hochschule München (Lothstraße)» по Lothstraße, Winzererstraße, через «Nordbad» (, ), по существующей трассе до «Petuelring» (, ), по Schleißheimer Straße к «Am Hart» ().
Второй этап. От «Am Hart» () по Schleißheimer Straße, Freudstraße, Gundermannstraße до Feldmoching, Lerchenauer Feld.
Примерная длина новой линии в район предполагаемого гороского развития 7 км. Линия должна разгрузить метро .
Tram Ramersdorf – Perlach
Первый этап. От существующей линии  на Ludwigsbrücke по Rosenheimer Straße, через «Rosenheimer Platz» (), «Karl-Preis-Platz» (, , ) до Ramersdorf.
Второй этап. От Ramersdorf по Ottobrunner Straße, Putzbrunner Straße, Thomas-Dehler-Straße до «Neuperlach Zentrum» (, , ).
Новая линия должна улучшить связь районов Рамерсдорф и Перлах. В долгосрочной перспективе возможно расширение через Вальдперлах до Пуцбрунна.
Tram Wasserburger Landstraße
От остановки «Kreillerstraße» (, ) по Kreillerstraße, Wasserburger Landstraße до границы города.
Возможно расширение в Хар или до района городской застройки Riemer Park.
Tram Dachau
От «Moosach» (, , ) по Dachauer Straße и далее в Karlsfeld и Dachau.
Маршрут разгрузит городскую железную дорогу и автобусы. Проект координируется с районом Дахау и общиной Карсфельд и городом Дахау.
Tram Berg am Laim - Daglfing
От «Berg am Laim» (, , , ) по Eggenfeldener Straße, Rappelhofstraße, Riemer Straße, Rennbahnstraße до Daglfing.
Линия в новые жилые районы.
Tram Amalienburgstraße-Freiham
От остановки «Amalienburgstraße» () по Verdistraße, через «Obermenzing» (), по Blutenburgstraße, Bergsonstraße, через «Langwied» (), «Aubing» (,), по Aubinger Allee, до «Freiham» (, ).
Линия соединит 4 линии городской жеезной дороги и новый жилой район Фрайхам.
Tram Parkstadt Solln
Продолжение Tram Westtangente от «Aidenbachstraße» (, ) до «Parkstadt Solln».
Увеличение пропускной способности и замена автобусов.
Tram-Südtangente
От Tram Westtangente «Waldfriedhof» (), через «Harras» (, ), «Candidplatz» (), по Tegernseer Landstraße (), Welfenstraße и до «Ostbahnhof» (, , ).
Линия разгрузит метро в центре и автобусные маршруты 54 и X30.

### Ранее существовавшие планы
Планировалось продление линии  в новый район Freiham.
Обсуждалась линиия через Английский сад – Tram Nordtangente. От остановки «Elisabethplatz» () она должна была пересекать Английский парк и на остановке «Tivolistraße» вливаться в линию . Уже в течение 100 лет имелись различные планы для линии трамвая через Английский парк, которые до сих пор не осуществились. Новое предложение предусматривало оснащение трамваев дополнительным аккумулятором (Ultracap), чтобы пересекать парк без контактного провода.
Вместо продления метро линии  от станции «Mangfallplatz» до остановки «Krankenhaus Harlaching» () предлагалось продлить линию трамвая по этому маршруту до остановки «Großhesseloher Brücke» (). Пока только ходят автобусы с тактом в 20 минут.

## Оплата проезда[24]
Стоимость проезда зависит от того, в каких зонах расположена начальная и конечная точки поездки. На территории обслуживания MVV есть зона M – центр сети в Мюнхене и зоны от 1 до 12. Схемы зон размещены на некоторых остановках автобусов и трамваев, на станциях метро и городской железной дороги. В расписаниях, размещённых на остановках обычно указано, какой зоне принадлежат остановки. При планировании поездки через приложения для смартфонов от MVV или MVG приложение автоматически предлагает билеты, подходящие для поездки.
Билеты на одну поездку
- Билет на короткое расстояние (нем. Einzelfahrkarte Kurzstrecke): 4 остановки на автобусе или трамвае или две остановки на метро, городской железной дороге или экспресс-автобусе (маршруты с буквой X). Действителен в течение 60 минут после компостирования.
- Билет на поездку внутри одной зоны или на несколько зон (нем. Einzelfahrkarte). С этим билетом можно делать пересадки, но по нему нельзя совершать поездку туда и обратно. Действителен в течение 2 часов для поездок внутри одной зоны. Этот билет рекомендуется для разовых поездок. Если планируется более двух поездок в день, то будет выгоднее покупать дневной билет.
- Детский билет на одну поездку по всей сети MVV для детей от 6 до 14 лет.

«Штрайфенкарте»
- Блок из 10 полосок (нем. Streifenkarte). Одна полоска соответствует билету на короткое расстояние, две полоски – билету на поездку внутри одной зоны. На детей от 6 до 14 лет всегда 1 полоска на любое расстояние. Подходит для редких поездок. Стоимость одной поездки будет чуть меньше, чем если покупать разовый билет.
- Блок из 10 поездок для пассажиров от 15 до 20 лет (нем. Streifenkarte U21). Стоит дешевле обычной, но не применяется для коротких поездок.

Дневные билеты
Действительны до 6 утра следующего дня.
- Дневной билет на одного человека (нем. Single-Tageskarte) для одной или нескольких зон.
- Групповой дневной билет до 5 человек (нем. Partner-Tageskarte) для одной или нескольких зон.
- Детский дневной билет (нем. Kinder-Tageskarte). Действителен по всей сети MVV.
- Дневной билет для поездок в или из аэропорта (нем. Airport-City-Day-Ticket) на одного человека или группу от 2 до 5 человек.
- Билет для велосипеда (нем. Fahrrad-Tageskarte) даёт право на провоз велосипеда на метро и городской железной дороге. Действителен до 6 часов утра следующего дня. Провоз велосипедов не разрешается с понедельника по пятницу с 6 до 9 часов утра все дни кроме праздников и с 16 до 18 часов вечера все дни кроме праздников и школьных каникул в Баварии.[26]

Для туристов
- CityTourCard – билет на одного человека или группу от 2 до 5 человек на 24, 48 часов или от 3 до 6 дней (до 6 часов утра следующего дня). Действительны внутри зоны M, внутри зон M-6, включая аэропорт, или по всей сети MVV. Кроме проезда включают более 100 предложений для туристов.
- München Card – билет на одного человека или группу от 2 до 5 человек на 24 часа или от 2 до 5 дней (до 6 часов утра следующего дня). Действительны внутри зоны M или внутри зон M-6, включая аэропорт. Кроме проезда включают скидки в туристических местах.

Недельные и месячные билеты
Позволяют совершать любые поездки внутри выбранных зон.
- Недельный билет (нем. Wochenkarte) на одного человека на одну или несколько зон.
- Месячный билет (нем. Monatskarte) на одного человека на одну или несколько зон.
- Месячный билет с 9 утра (нем. Monatskarte 9 Uhr) на одного человека на одну или несколько зон. Не действителен с понедельника по пятницу с 6 до 9 часов утра.

Кроме этого бывают билеты для пассажиров старше 65 лет, школьников, студентов.
Компостирование
Билеты имеющие надпись hier entwerten должны быть компостированы с помощью специальных аппаратов на входе на станции метро, на платформах городской железной дороги или внутри автобуса или трамвая. Компостер указывает на билете время начала использования. При совершении пересадки повторное компостирование делать не нужно. Билеты из автоматов внутри трамваев и автобусов и автоматы DB могут проставлять время начала использования сразу при покупке, в таком случае компостирование не требуется.
Способы покупки билетов
Билеты продаются в автоматах на некоторых остановках автобусов и трамваев, на входах станций метро, на станциях городской железной дороги, внутри автобов и трамваев и в центрах обслуживания пассажиров. Электронный билет (нем. HandyTicket) можно купить в приложениях для смартфонов от MVV, MVG или S-Bahn München.
Контроль оплаты проезда и штрафы
В транспортных средствах возможен контроль билетов. Контролёры не только проверяют наличие билета, но и проверяют был ли он прокомпостирован, если это было нужно. В случае использования именных билетов контроллёр может попросить предъявить удостоверение личности.
При выявлении проезда без действительного билета, пассажир обязан оплатить в течение 30 дней повышенный тариф не менее 60 €.